# Llanos Massó
María de los Llanos Massó Linares conocida simplemente como Llanos Massó Linares (Albacete, 1965) es una política española, diputada por Vox en las Cortes Valencianas (desde 2019). Presidenta de las Cortes Valencianas (desde junio de 2023).

## Biografía
Nació en Albacete. Tiene estudios en Ciencias religiosas (Instituto de Ciencias Religiosas del Obispado de Segorbe-Castellón) es técnica en audioprótesis por la Universidad de Alicante, y también comenzó estudios en Física. Es miembro del Comité Ejecutivo Nacional de VOX, partido al que se afilió en el año 2015.
Presidenta de Vox en Castellón, se presentó por dicha provincia en tres ocasiones (2015, 2019 y 2023). Entre 2019 y 2023 presentó más de seiscientas iniciativas parlamentarias, vinculadas fundamentalmente al ámbito de la educación y del idioma valenciano. Durante ese período fue portavoz adjunta de Vox en las Cortes Valencianas y vocal de la comisión de educación y hacienda.
Contraria a lo que denomina «adoctrinamiento en las aulas», apoya la adopción del pin parental, defiende la libertad de los padres para elegir la educación de sus hijos, y ha sido activista contra el aborto. También aboga por la cadena perpetua para los  violadores y la supresión de la televisión pública valenciana.
El 26 de junio de 2023 fue elegida presidenta de las Cortes Valencianas con el apoyo de los 53 diputados autonómicos del Partido Popular y Vox, frente a los 31 obtenidos por la candidata del Partido Socialista.
Está casada y es madre de dos hijas.